# 高雄機廠
高雄機廠（たかおきしょう、英語: Kaohsiung Railway Workshop）は台湾高雄市鳳山区と一部前鎮区にまたがる台湾鉄路管理局（台鉄）機務処に属していた元鉄道工場。台北機廠（現富岡車両基地）、花蓮機廠とともに台鉄の3大検修拠点となっていた。2015年以降は高雄駅周辺の高雄機務段とともに、段階的にその機能を屏東県の潮州車両基地に移転しており、移転完了後は高雄市政府主体の再開発が予定されている。本機廠に隣接していた高雄臨港線の機廠駅についても併記する。「高雄機廠」の名称は台湾鉄路管理局機務処に属する部署名として潮州移転後も使われていたが、2022年6月30日付で「潮州機廠」へ変更されることに伴い正式に消滅。

## 概要

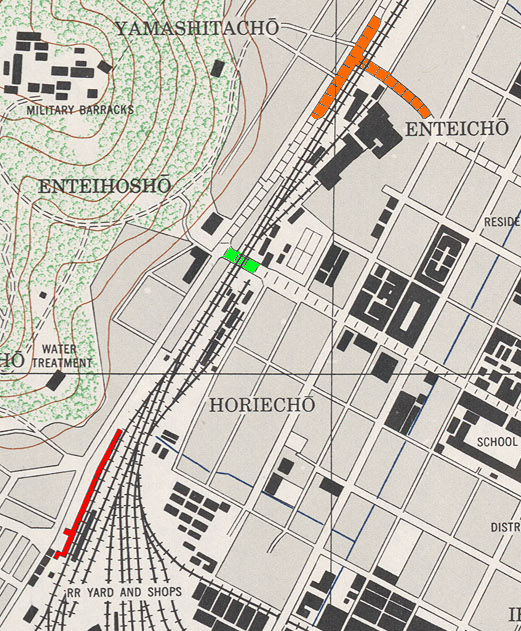
1944年米軍地図上の旧高雄鉄道工場周辺
大公陸橋
五福四路踏切
初代高雄駅（高雄港駅）

1917年に高雄港駅北側（鹽埕町、現在の鹽埕区五福四路一帯）で建立された台湾総督府鉄道の「高雄鉄道工場」が前身で、戦後は現在の名称に改称後に台湾鉄路管理局傘下となった。その後輸送力と業務量拡大に伴い1970年から段階的に前鎮調車場に隣接する鳳山区の現在地に移転、1975年に全面移転を完了した。
東側の武慶二路に正門があり、西側は凱旋三路に、北側は武昌路に面し、南側の二聖路側に前鎮調車場へ繋がる線路がある。総面積は約27ha。主に台鉄の旅客車、貨物車の検修、改装工事、廃車の解体、組み換えなどを手掛けている。東南角には南区供応廠（資材工場）がある。
1971年、高雄市立高雄高級工業職業学校と共同で3年制の「鉄路機車運転科」を設置。当初は貨車専業だったが、1990年に客車も手掛けて以降は台北機廠から無動力客車の検修機能を移管し、1993年12月に増設の客車工場が竣工。周期3-5年の長周期検査（三級検修）と臨時検修を一手に担い、その業務量は毎年600両に及び台鉄の無動力旅客車両検修の最大の拠点となっている。
2004年以降に多発した列車妨害行為により脱線した莒光号（南廻線連続破壊事件を参照）の修理が行われた。また、2017年2-4月には総統花車の検修も高雄機廠が手掛けている。
高雄機廠の稼働は潮州車両基地への移転が完了する2021年まで継続し、その間の保守車両はトレーラーによる搬入となる。

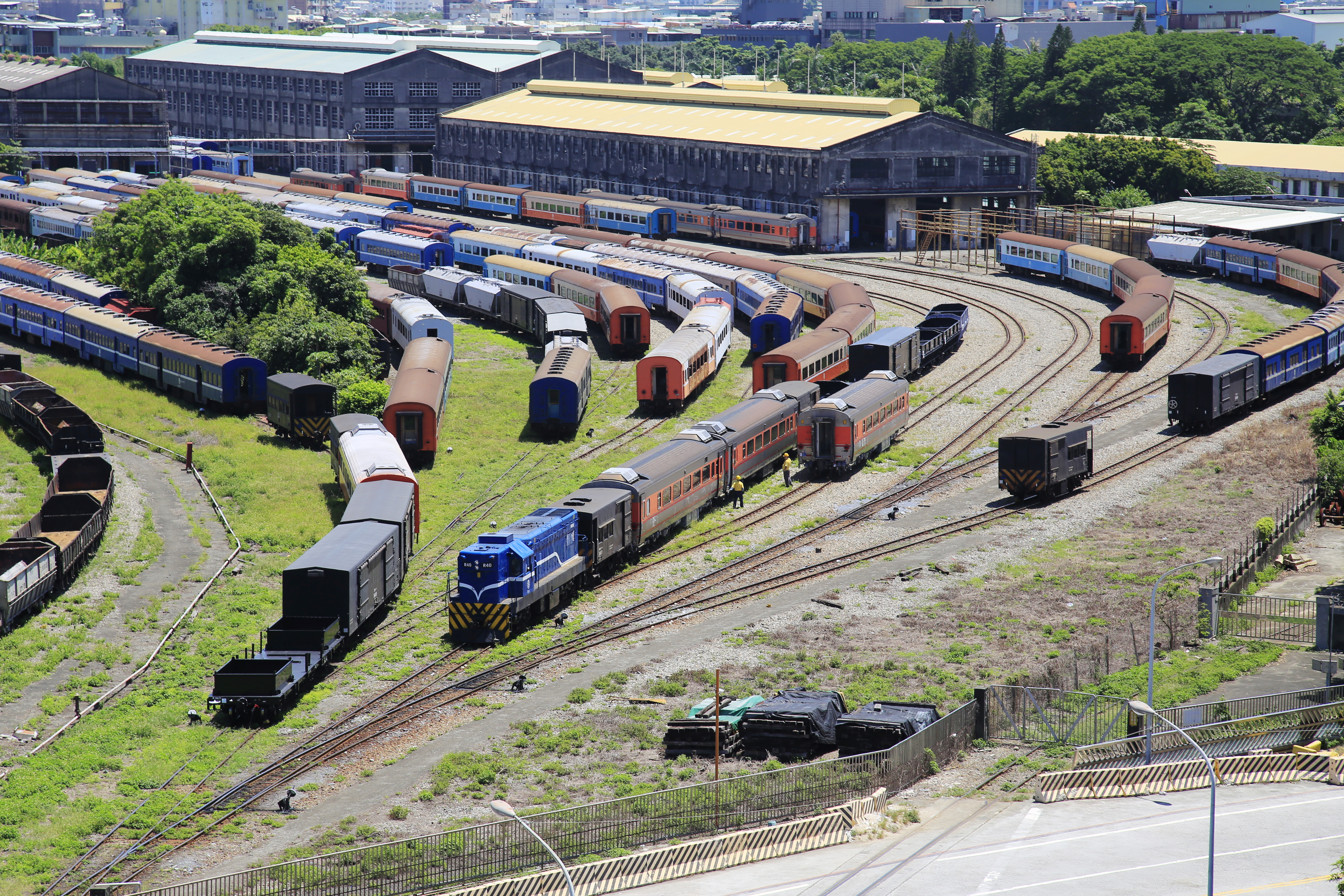
俯瞰
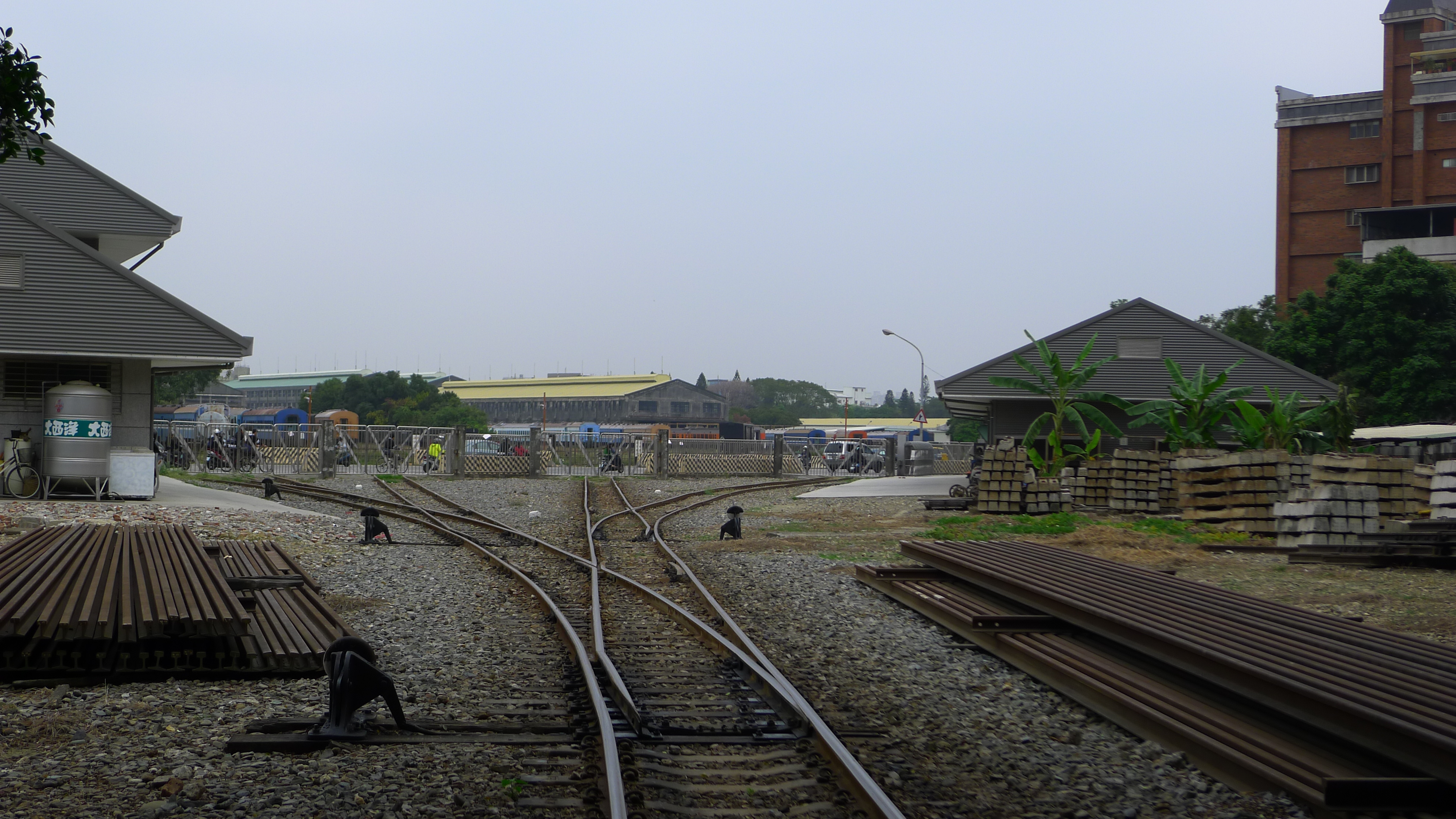
前鎮調車場方向からの高雄機廠
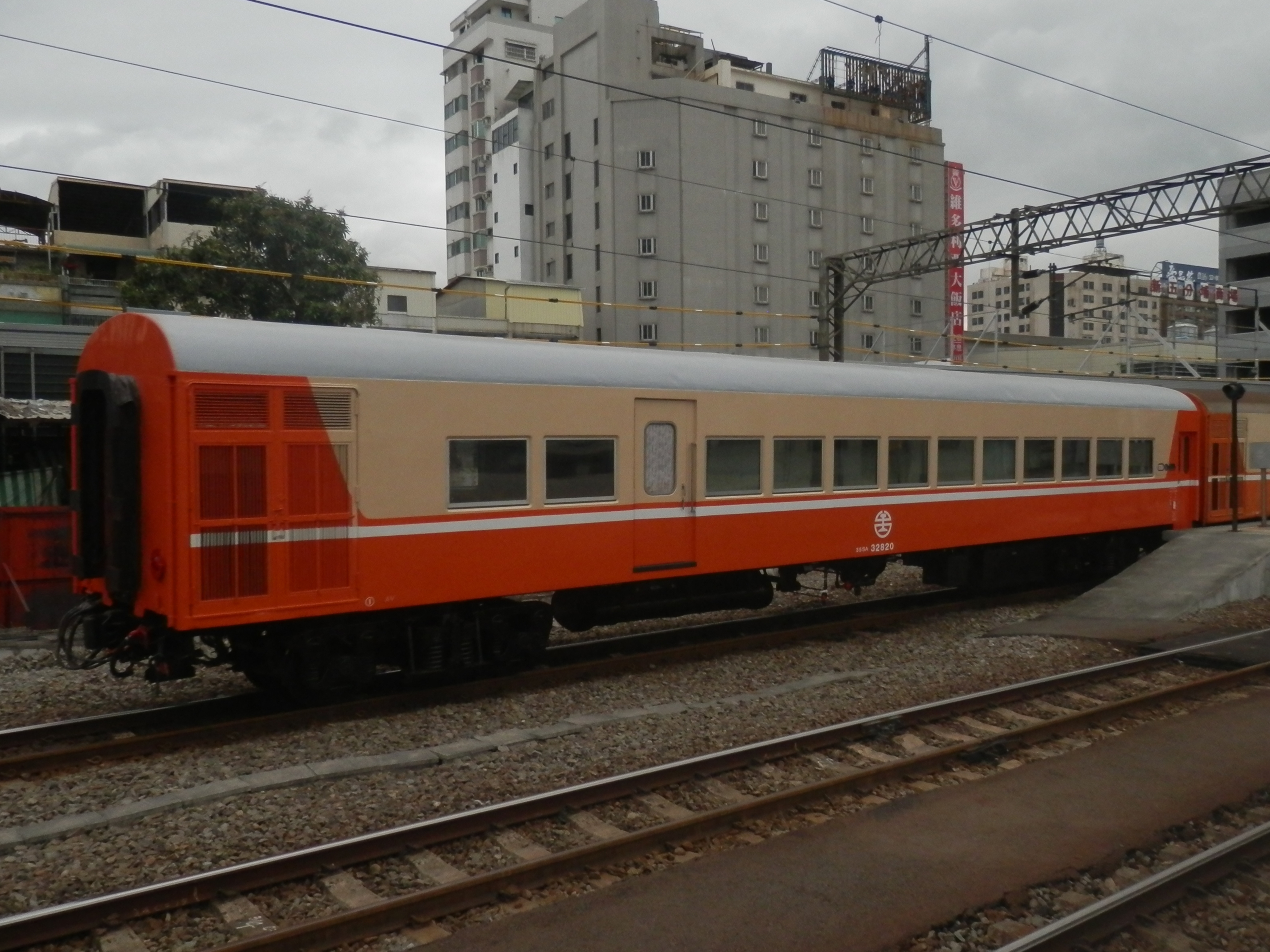
高雄機廠での検修入りのため回送される総統花車（2017年2月、高雄駅）

### 組織
人事室（室は部に相当）、会計室、政風室（倫理部）、総務室、労工安全衛生室のほか、技術組（組は課に相当）、工作組、材料組と第一～四の工場で構成され、2015年現在で職員約380人体制。
- 第一工場：木工、塗装、防錆などの外観作業
- 第二工場：メンテナンス作業
- 第三工場：車体の修理、製造
- 第四工場：配線などの電機工事を伴う作業

### 運行

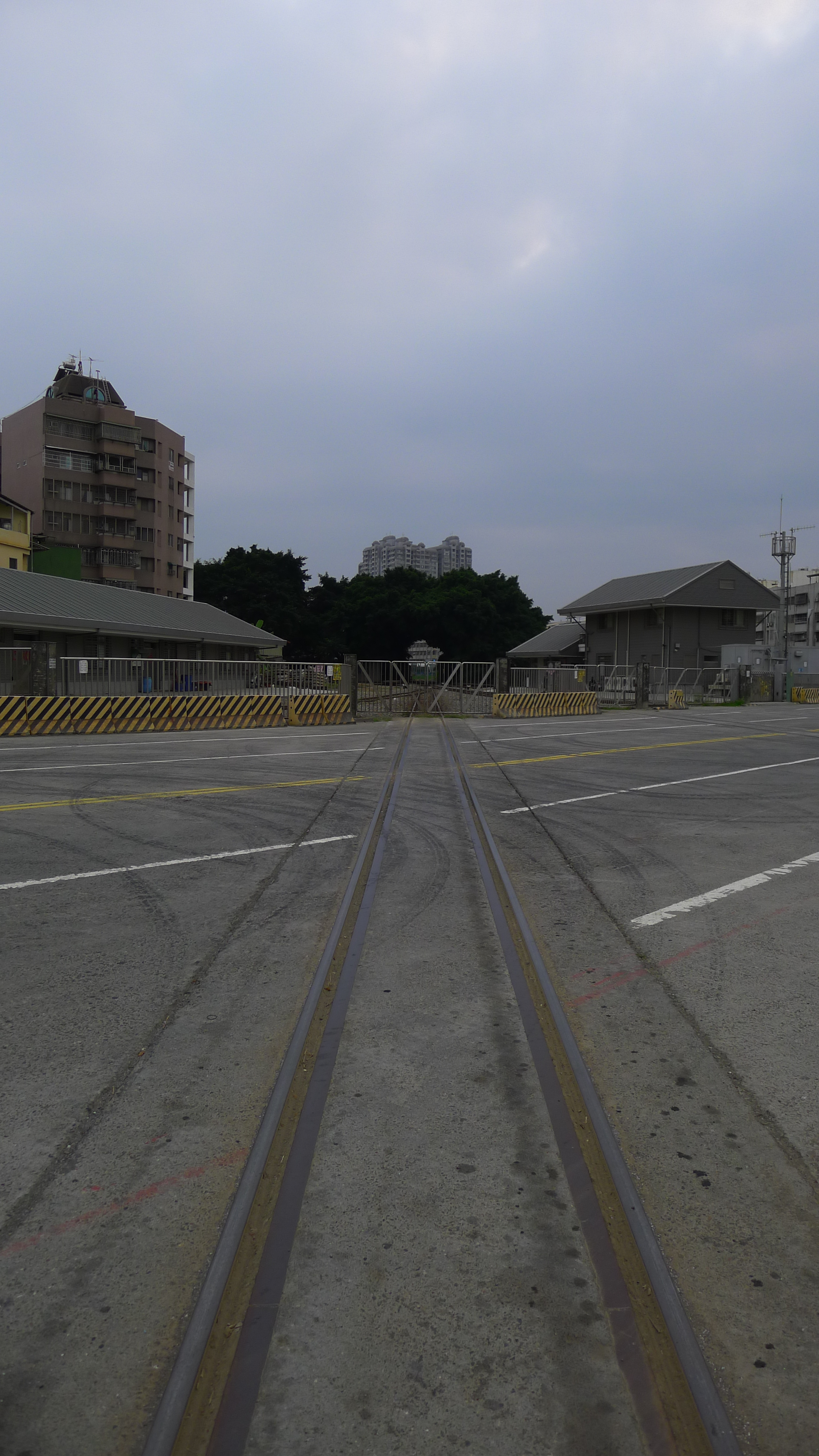
二聖路を横切る線路

高雄臨港線第一臨港線の東臨港線から前鎮調車場経由で当該検修車両が出入りする。2015年には本機廠を経由し、内部見学するための郵輪式列車が台南駅～古荘駅間で運行された。

## 機廠駅
機廠駅（きしょうえき）は高雄臨港線の高雄機廠従業員乗降専用駅。
稼働日は2本の員工列車（従業員専用列車）が機廠西側に設けられた専用ホームに発着する。ホームから機廠西門にアクセスできる。
2014年7月31日に発生した高雄ガス爆発事故によりマンホールが機廠内にも飛来したほか、10月31日にホームが一時撤去され、再建されるまではバスによる代行輸送が行われた。
2015年10月15日の潮州車両基地供用によるダイヤ改正で員工列車の運転が再開された。列車は新左営駅と高雄駅に停車し、当駅には午前7時台と午後4時台に発着する。
2018年10月14日に開業する屏東線の高雄市内地下化と高雄ライトレール2期区間建設に伴い9月末で高雄臨港線最後の営業区間が台鉄から市政府に移管されることになり、高雄機廠の最終稼働日となる9月28日が臨港線職員通勤列車の最後の運転日となった。

### 駅構造
| 地上 |            | （前鎮調車場）→ 高雄方面（新村駅） |
| 地上 | 単式ホーム |                                    |

## 周辺
- 台鉄前鎮調車場跡
- 高雄捷運環状軽軌軽軌機廠駅
- 高雄鉄路医院高雄機廠分診所
- 凱旋三路（中国語版）
- 瑞豊国民中学
- 二聖医院

### アクセス
高雄市公車
- 武昌路口（北西角）：37路、168東路
- 二聖一路口（南西角）：37路、168東路
- 鐵路機廠（北東角）：100路
- 鐵路機料廠（南東角、供応廠前）：100路

## 移転計画

### 潮州車両基地
2015年より屏東県潮州鎮に落成した潮州車両基地への機能移転が徐々に進行している。2014年10月に高雄市政府都市発展局は周辺を含む約31ヘクタールの用途変更手続を含む都市計画変更作業に着手しているが、潮州側での用地取得の遅れにより、予定されている2019年の完全移転には1年程度の遅れが危惧されていたが、。
跡地は人口稠密地域である周辺の再開発として、駐車場不足の解消や緑地面積拡大などが見込まれている。2021年11月29日に潮州車両基地に併設された潮州機廠への完全移転を完了したが、鉄道著作者の洪致文や古庭維は全域保存を提唱している。移転後も機務処傘下で「部署名としての高雄機廠」は存続する。

### ライトレール
高雄機廠の北西角、凱旋三路と武昌路交差点南側に高雄ライトレール2期区間のC35 凱旋武昌駅が、南西角の凱旋三路と二聖路の交差点にC36 凱旋二聖駅が設置された。また、前鎮調車場付近にはライトレールの前鎮機廠が設置されており、2期区間開業後はC37 軽軌機廠駅も設置される。